# Чемпионат Северной, Центральной Америки и Карибского бассейна по волейболу среди мужчин 1981
7-й чемпионат Северной, Центральной Америки и Карибского бассейна (NORCECA) по волейболу среди мужчин прошёл с 4 по 10 июля 1981 года в Мехико (Мексика) с участием 10 национальных сборных команд. Чемпионский титул в 6-й раз в своей истории и в 4-й раз подряд выиграла сборная Кубы.

## Команды-участницы
Гаити, Гватемала, Доминиканская Республика, Канада, Куба, Мексика, Нидерландские Антильские острова, Панама, Пуэрто-Рико, США.

## Система проведения чемпионата
10 команд-участниц на предварительном этапе разбиты на две группы. По две лучшие команды из групп выходят в полуфинал плей-офф и по системе с выбыванием определяют призёров первенства.  Итоговые 5—8-е места подобным образом разыгрывают команды, занявшие в группах 3—4-е места.

## Предварительный этап

### Группа А
| М | Команда                          | 1   | 2   | 3   | 4   | 5   | И | В | П | С/П  | О |
| - | -------------------------------- | --- | --- | --- | --- | --- | - | - | - | ---- | - |
| 1 | Куба                             |     | 3:0 | 3:0 | 3:0 | 3:0 | 4 | 4 | 0 | 12:0 | 8 |
| 2 | Канада                           | 0:3 |     | 3:0 | 3:0 | 3:0 | 4 | 3 | 1 | 9:3  | 7 |
| 3 | Пуэрто-Рико                      | 0:3 | 0:3 |     | 3:0 | 3:0 | 4 | 2 | 2 | 6:6  | 6 |
| 4 | Нидерландские Антильские острова | 0:3 | 0:3 | 0:3 |     | 3:0 | 4 | 1 | 3 | 3:9  | 5 |
| 5 | Гаити                            | 0:3 | 0:3 | 0:3 | 0:3 |     | 4 | 0 | 4 | 0:12 | 4 |

4 июля: Канада — Нидерландские Антильские острова 3:0 (15:3, 15:4, 15:1); Куба — Пуэрто-Рико 3:0 (15:1, 15:2, 15:2).
5 июля: Канада — Пуэрто-Рико 3:0; Нидерландские Антильские острова — Гаити 3:0.
6 июля: Куба — Гаити 3:0 (15:3, 15:2, 15:0); Канада — Гаити 3:0 (15:7, 15:1, 15:3); Пуэрто-Рико — Нидерландские Антильские острова 3:0.
7 июля: Куба — Нидерландские Антильские острова 3:0 (15:6, 15:2, 15:6); Пуэрто-Рико — Гаити 3:0 (15:5, 15:11, 15:2).
8 июля: Куба — Канада 3:0 (15:6, 15:6, 15:2).

### Группа В
| М | Команда                  | 1   | 2   | 3   | 4   | 5   | И | В | П | С/П  | О |
| - | ------------------------ | --- | --- | --- | --- | --- | - | - | - | ---- | - |
| 1 | США                      |     | 3:0 | 3:0 | 3:0 | 3:0 | 4 | 4 | 0 | 12:0 | 8 |
| 2 | Мексика                  | 0:3 |     | 3:0 | 3:0 | 3:0 | 4 | 3 | 1 | 9:3  | 7 |
| 3 | Доминиканская Республика | 0:3 | 0:3 |     | 3:0 | 3:2 | 4 | 2 | 2 | 6:8  | 6 |
| 4 | Гватемала                | 0:3 | 0:3 | 0:3 |     | 3:0 | 4 | 1 | 3 | 3:9  | 5 |
| 5 | Панама                   | 0:3 | 0:3 | 2:3 | 0:3 |     | 4 | 0 | 4 | 2:12 | 4 |

4 июля: Мексика — Доминиканская Республика 3:0 (15:3, 15:1, 15:4); США — Гватемала 3:0 (15:4, 15:2, 15:5).
5 июля: США — Доминиканская Республика 3:0 (15:4, 15:7, 15:5); Мексика — Панама 3:0 (15:4, 15:0, 15:6).
6 июля: Гватемала — Панама 3:0 (15:12, 15:8, 17:15); Доминиканская Республика — Гватемала 3:0 (155, 15:8, 15:10).
7 июля: США — Мексика 3:0 (15:9, 15:8, 15:5); Доминиканская Республика — Панама 3:2 (7:15, 15:10, 15:11, 9:15, 15:3).
8 июля: США — Панама 3:0 (15:3, 15:6, 15:0); Мексика — Гватемала 3:0 (15:3, 15:4, 15:6).

## Матч за 9-е место
9 июля
Панама — Гаити 3:2.

## Плей-офф

### Полуфинал за 1—4 места
9 июля
США — Канада 3:2 (8:15, 15:12, 9:15, 15:12, 15:8).
Куба — Мексика 3:0 (15:8, 15:7, 15:7).

### Полуфинал за 5—8 места
9 июля
Доминиканская Республика — Нидерландские Антильские острова 3:1 (18:16, 14:16, 15:10, 15:8).
Пуэрто-Рико — Гватемала 3:0 (15:7, 18:16, 15:12).

### Матч за 7-е место
10 июля
Нидерландские Антильские острова — Гватемала 3:0 (15:8, 15:3, 15:9).

### Матч за 5-е место
10 июля
Пуэрто-Рико — Доминиканская Республика 3:1 (15:8, 13:15, 15:9, 15:3).

### Матч за 3-е место
10 июля
Канада — Мексика 3:1 (6:15, 15:10, 15:10, 15:6).

### Финал
10 июля
Куба — США 3:2 (12:15, 16:14, 10:15, 15:5, 15:13).

## Итоги

### Положение команд
| Куба                                |
| США                                 |
| Канада                              |
| 4. Мексика                          |
| 5. Пуэрто-Рико                      |
| 6. Доминиканская Республика         |
| 7. Нидерландские Антильские острова |
| 8. Гватемала                        |
| 9. Панама                           |
| 10. Гаити                           |

### Призёры
Куба: Леонардо Силье, Родольфо Гиллен, Альчибьядес Илизастеги, Эрнесто Мартинес, Луис Овьедо, Хорхе Гарбей, Рауль Вильчес, Анхель Гисберт, Антонио Перес, Абель Сармьентос, Карлос Руис, Давид Суарес. Тренер — Гильберто Эррера.
  США: Майкл Блэнчард, Дасти Дворак, Тим Ховлэнд, Рич Давеллиус, Пол Сандерлэнд, Стив Тиммонс, Крэйг Бак, Кристофер Смит, Марк Уолди, Карч Кирай, Элдис Берзинс. Тренер — Дуглас Бил.
  Канада: Терри Данилюк, Томас Джонс, Дэйв Джонс, Пол Грэттон, Эл Култер, Рэнди Андерсон, …